# Emaus (gatunek literacki)

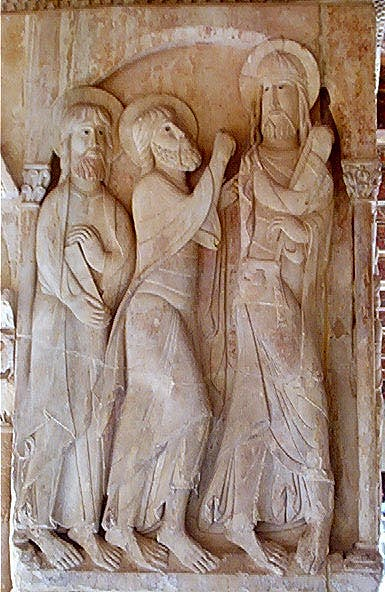
Chrystus i jego uczniowie zmierzający do biblijnej osady Emaus

Emaus – gatunek literacki, który powstał w okresie średniowiecza. Jego treść wypełniała rozmowa podróżników, kierujących się do biblijnej osady Emaus. Idą z Jerozolimy, a ich serca wypełnia smutek z powodu śmierci Chrystusa:

Tego samego dnia dwaj z nich byli w drodze do wsi zwanej Emaus, oddalonej o sześćdziesiąt stadiów od Jerozolimy. Rozmawiali oni ze sobą o tym wszystkim co się wydarzyło.
Gdy tak rozmawiali i rozprawiali ze sobą, sam Jezus przybliżył się i szedł z nimi. Lecz oczy ich były niejako na uwięzi, tak że go nie poznali. (...)
Tak przybliżyli się do wsi, do której zdążali, a On okazywał jakoby miał iść dalej. Lecz przymusili Go, mówiąc: "Zostań z nami, gdyż ma się ku wieczorowi i dzień się już nachylił". Wszedł więc, aby zostać z nimi. Gdy zajął miejsce u stołu, wziął chleb, odmówił błogosławieństwo, połamał go i dawał im. Wtedy oczy im się otworzyły i poznali Go, lecz On zniknął im z oczu. I mówili nawzajem do siebie: "Czy serce nie pałało w nas, kiedy rozmawiał z nami w drodze i Pisma nam wyjaśniał?"

Opowieść o pielgrzymach, którzy nie poznali Jezusa można odczytywać alegorycznie: jako niedostrzeganie najcenniejszej rzeczy w podróży przez życie – wiary. Bohaterowie średniowiecznego dialogu idą więc do Emaus, a ludzie do Boga. Mimo popełnianych błędów jedni i drudzy odnajdują w końcu wiarę.
Gatunek ten nie należał do popularnych. Jedną z bardziej znanych jego realizacji jest XVII-wieczny Pielgrzym wielkanocny albo rozmowa podróżnych z Jeruzalem do Emaus Kaspra Miaskowskiego.